# Élections législatives de 1988 dans la Haute-Marne
Les élections législatives françaises de 1988 se déroulent les 5 et 12 juin 1988. Dans le département de la Haute-Marne, deux députés sont à élire dans le cadre de deux circonscriptions.

## Élus
| Circonscription | Député sortant        | Parti                 | Parti                 | Député élu ou réélu | Parti | Parti    |
| --------------- | --------------------- | --------------------- | --------------------- | ------------------- | ----- | -------- |
| 1re             | Scrutin proportionnel | Scrutin proportionnel | Scrutin proportionnel | Charles Fèvre       |       | UDF (PR) |
| 2e              | Scrutin proportionnel | Scrutin proportionnel | Scrutin proportionnel | Guy Chanfrault      |       | PS       |

## Positionnement des partis
L'UDF et le RPR se présentent unis sous l'étiquette « Union du Rassemblement et du Centre » tandis que les candidats du Parti socialiste se rangent sous la bannière de la « Majorité présidentielle pour la France unie », slogan de la campagne présidentielle de François Mitterrand.

## Résultats

### Résultats à l'échelle du département
| Parti          | Parti                               | Premier tour | Premier tour | Second tour | Second tour | Sièges |
| Parti          | Parti                               | Voix         | %            | Voix        | %           | Sièges |
| -------------- | ----------------------------------- | ------------ | ------------ | ----------- | ----------- | ------ |
|                | Union pour la démocratie française  | 40 111       | 42,59        | 51 659      | 50,13       | 1      |
|                | Union du Rassemblement et du Centre | 40 111       | 42,59        | 51 659      | 50,13       | 1      |
|                |                                     |              |              |             |             |        |
|                | Parti socialiste                    | 36 831       | 39,11        | 51 382      | 49,87       | 1      |
|                | La France unie                      | 36 831       | 39,11        | 51 382      | 49,87       | 1      |
|                |                                     |              |              |             |             |        |
|                | Parti communiste français           | 8 870        | 9,42         |             |             | 0      |
|                | Front national                      | 8 371        | 8,89         | 0           |             |        |
|                |                                     |              |              |             |             |        |
| Inscrits       | Inscrits                            | 147 148      | 100,00       | 147 148     | 100,00      | 2      |
| Abstentions    | Abstentions                         | 50 677       | 34,44        | 41 476      | 28,19       |        |
| Votants        | Votants                             | 96 471       | 65,56        | 105 672     | 71,81       |        |
| Blancs et nuls | Blancs et nuls                      | 2 288        | 2,37         | 2 631       | 2,49        |        |
| Exprimés       | Exprimés                            | 94 183       | 97,63        | 103 041     | 97,51       |        |

### Résultats par circonscription

#### Première circonscription (Chaumont)
| Candidat       | Candidat                    | Parti          | Premier tour | Premier tour | Second tour | Second tour |  |
| Candidat       | Candidat                    | Parti          | Voix         | %            | Voix        | %           |  |
| -------------- | --------------------------- | -------------- | ------------ | ------------ | ----------- | ----------- |  |
|                | Charles Fèvre sortant réélu | UDF (PR) (URC) | 24 898       | 48,07        | 30 120      | 53,09       |  |
|                | Guy Baillet                 | PS             | 20 413       | 39,41        | 26 610      | 46,91       |  |
|                | Michèle Marty               | FN             | 3 356        | 6,48         |             |             |  |
|                | Guy Beck                    | PCF            | 3 132        | 6,05         |             |             |  |
|                |                             |                |              |              |             |             |  |
| Inscrits       | Inscrits                    | Inscrits       | 78 418       | 100,00       | 78 418      | 100,00      |  |
| Abstentions    | Abstentions                 | Abstentions    | 25 397       | 32,39        | 20 343      | 25,94       |  |
| Votants        | Votants                     | Votants        | 53 021       | 67,61        | 58 075      | 74,06       |  |
| Blancs et nuls | Blancs et nuls              | Blancs et nuls | 1 222        | 2,3          | 1 345       | 2,32        |  |
| Exprimés       | Exprimés                    | Exprimés       | 51 799       | 97,7         | 56 730      | 97,68       |  |

#### Deuxième circonscription (Saint-Dizier)
| Candidat       | Candidat                     | Parti          | Premier tour | Premier tour | Second tour | Second tour |  |
| Candidat       | Candidat                     | Parti          | Voix         | %            | Voix        | %           |  |
| -------------- | ---------------------------- | -------------- | ------------ | ------------ | ----------- | ----------- |  |
|                | Guy Chanfrault sortant réélu | PS             | 16 418       | 38,74        | 24 772      | 53,49       |  |
|                | Simone Martin                | UDF (PR) (URC) | 15 213       | 35,89        | 21 539      | 46,51       |  |
|                | Marius Cartier               | PCF            | 5 738        | 13,54        |             |             |  |
|                | Robert Boulommier            | FN             | 5 015        | 11,83        |             |             |  |
|                |                              |                |              |              |             |             |  |
| Inscrits       | Inscrits                     | Inscrits       | 68 730       | 100,00       | 68 730      | 100,00      |  |
| Abstentions    | Abstentions                  | Abstentions    | 25 280       | 36,78        | 21 133      | 30,75       |  |
| Votants        | Votants                      | Votants        | 43 450       | 63,22        | 47 597      | 69,25       |  |
| Blancs et nuls | Blancs et nuls               | Blancs et nuls | 1 066        | 2,45         | 1 286       | 2,7         |  |
| Exprimés       | Exprimés                     | Exprimés       | 42 384       | 97,55        | 46 311      | 97,3        |  |